# Сант'Ињацио (Месина)
Сант'Ињацио је насеље у Италији у округу Месина, региону Сицилија.
Према процени из 2011. у насељу је живело 57 становника. Насеље се налази на надморској висини од 215 м.